# アレクサンドロス・ツィオリス
アレクサンドロス・ツィオリス（Alexandros Tziolis, 1985年2月13日 - ）は、ギリシャ・ピエリア県カテリニ出身の元サッカー選手。元ギリシャ代表である。現役時代のポジションはミッドフィールダー（センターハーフ）。

## クラブ経歴
地元のクラブで7年間プレーしたが、1995年にパニオニオスFCのスカウトがツィオリスの才能に注目し、アテネのクラブに移った。2002年にトップチームデビューすると、2005年までの3シーズンで61試合に出場して3得点し、クラブの中で重要な役割を果たした。
2005年、パナシナイコスFCに移籍した。移籍金は65万ユーロ。2006-07シーズンにはビッグネームだが期待外れに終わったイゴール・ビスチャンからポジションを奪い、トップチームの選手としての地位を確立していった。しかしパナシナイコスFCはタイトルから遠ざかっており、ツィオリスとチームメイトのルーカス・ヴィントラは批判の矢面に立たされた。しかし、両選手は巨額の移籍金で加入したわけでもなければ巨額の報酬を得ているわけでもなく、これらの批判を不公平なものかもしれないと述べた。2008年夏にはパナシナイコスFCからの移籍に近づいたが、ヘンク・テン・カテ新監督はツィオリスを残留させた。2008-09シーズン序盤はほとんど戦力外扱いであったが、2008年11月のUEFAチャンピオンズリーググループリーグのヴェルダー・ブレーメン戦(3-0)では歴史的な勝利を挙げ、3点目を記録したツィオリスはマン・オブ・ザ・マッチに選ばれた。この試合後にはサポーターと勝利を祝うことをしなかったことから、この頃に受けていた批判に気分を害していると報じた新聞もあった。テン・カテ監督が自分好みの4-3-2-1フォーメーションを採用すると、マルセロ・マットスがフォーメーションの犠牲になる代わりにツィオリスの出場機会は増加した。ジウベウト・シウヴァやシマオ・マテ・ジュニオールらと良好な連携を築き、役に立つ選手としての地位を確立した。
2009年1月7日、ドイツ・ブンデスリーガのヴェルダー・ブレーメン半年間の契約でレンタル移籍した。レンタル料は30万ユーロであり、シーズン終了後に移籍金160万ユーロで完全移籍できるオプションが付けられた。ブレーメンでは中盤のレギュラーポジションを獲得し、UEFAカップでの決勝進出に一役買った。5月20日に行われたFCシャフタール・ドネツクとの決勝では103分にペーター・ニーメイアーとの交代で出場し、1-2の劣勢の状況で惜しい場面を作ったが、結局敗れて準優勝に終わった。同シーズンはDFBポカール決勝でバイエル・レバークーゼンに1-0で勝利し、キャリア初のタイトルを勝ち取った。ブレーメンは完全移籍オプションを行使せず、2009年夏にオリンピアコスFCに復帰した。
2010年1月29日、イタリア・セリエA（1部）のACシエナに完全移籍した。2月7日のUCサンプドリア戦でセリエAデビューし、2009-10シーズン後半戦はレギュラーとしてプレーしたが、クラブはセリエB（2部）降格を避けられなかった。
2010年8月、1年間の契約でスペイン・リーガ・エスパニョーラのラシン・サンタンデールにレンタル移籍した。2010-11シーズンは10試合の出場にとどまったが、後半戦ではチームの躍進につながる活躍をし、シーズン終了後にラシンに完全移籍した。この際の移籍金は明らかにされていない。
2012年1月、フランス・リーグ・アンのASモナコに完全移籍した。
2013年6月25日、PAOKテッサロニキに移籍した。
2017年1月30日、ハート・オブ・ミドロシアンFCに移籍した。
2017年8月4日、アル・フェイハに移籍した。

## 代表経歴
U-21ギリシャ代表としては12試合に出場して6得点を挙げている。2006年1月21日、韓国との親善試合でギリシャ代表デビューした。2008年にはUEFA EURO 2008のメンバーに選ばれ、グループリーグのスペイン戦(1-2)に途中出場した。ギリシャはグループリーグ敗退に終わり、ツィオリスの出場機会はスペイン戦だけであった。2010年には南アフリカで開催された2010 FIFAワールドカップのメンバーに選ばれ、グループリーグ3戦すべてにフル出場した。中盤の底でプレーした初戦の韓国戦には0-2で敗れたが、コンスタス・カツラニスとセンターハーフのコンビを組んだ2戦目のナイジェリア戦(2-1)では71分に放ったミドルシュートが決勝点に繋がり、ギリシャのFIFAワールドカップ本大会初勝利に貢献した。2011年6月7日、エクアドルとの親善試合で代表初得点を挙げた。

## 代表歴

### 出場大会
- ギリシャ代表
  - 2010 FIFAワールドカップ
  - 2014 FIFAワールドカップ

### 試合数
- 国際Aマッチ 75試合 2得点（2006年-2018年）[4]

| ギリシャ代表 | 国際Aマッチ | 国際Aマッチ |
| 年           | 出場        | 得点        |
| ------------ | ----------- | ----------- |
| 2006         | 2           | 0           |
| 2007         | 3           | 0           |
| 2008         | 5           | 0           |
| 2009         | 6           | 0           |
| 2010         | 8           | 0           |
| 2011         | 7           | 1           |
| 2012         | 7           | 0           |
| 2013         | 8           | 0           |
| 2014         | 4           | 0           |
| 2015         | 6           | 0           |
| 2016         | 6           | 0           |
| 2017         | 8           | 1           |
| 2018         | 5           | 0           |
| 通算         | 75          | 2           |

## タイトル

### クラブ
- ヴェルダー・ブレーメン

DFBポカール 優勝 : 2008–09
UEFAカップ 準優勝 : 2008–09
- パナシナイコスFC

ギリシャ・スーパーリーグ 優勝 : 2009–10
ギリシャ・カップ 優勝 : 2009–10

### 個人
- ギリシャ最優秀若手選手賞 : 2004